# Escándalo Schoklender
«Escándalo Schoklender» hace referencia a las denuncias conforme las cuales Sergio Schoklender y otras personas habrían intervenido en el desvío de fondos entregados por el Estado por la construcción de viviendas sociales por la «Misión Sueños Compartidos», organizada por las Madres de Plaza de Mayo y creada por Sergio Schoklender.
El 30 de mayo de 2018 la Cámara Federal Penal de Apelaciones dispuso el procesamiento de Julio De Vido, Pablo y Sergio Schoklender, Hebe de Bonafini, José López, Abel Fatala, Alejandro Abraham Gotkin, Gustavo Adrián Serventich, José Fernando Caparrós Gómez, Enrique Osvaldo Rodríguez, Hugo Omar Gallardo, Daniel Laurenti, Manuel Camet, Mariano Moncada, Emilio Mauro Gutiérrez y Guillermo Alejandro Greppi, por considerarlos presuntos autores de la maniobra de defraudación a la administración pública consistente en gestionar y obtener fondos públicos destinados a la construcción de viviendas sociales, utilizando para ello a la Fundación Madres de Plaza de Mayo, que luego eran desviados hacia otros fines.

## Protagonistas
- Sergio Schoklender adquirió notoriedad por haber asesinado a sus padres, junto a su hermano Pablo, en mayo de 1981. Como consecuencia del crimen fue condenado a prisión perpetua. En la cárcel conoció a Hebe de Bonafini y desde que comenzaron sus salidas transitorias en 1995, trabajó en la Fundación Madres de Plaza de Mayo. Llegó a ser apoderado de la entidad y mano derecha de Bonafini, se desvinculó el 8 de mayo de 2011.
- Meldorek S.A., empresa constituida en 2003 por dos jubiladas. La escribana Marta Cascales, esposa de Guillermo Moreno intervino en la Constitución de la Sociedad Comercial.[3] Esta empresa fue contratada por la Fundación para construir viviendas sociales utilizando paneles de telgopor fabricados por ella. Luego de una negativa inicial, Schoklender reconoció ser titular del 90% de sus acciones. La empresa fue creada en 2003 y en 2009 se capitalizó. Antes de su compra por parte de Schoklender no tenía un giro comercial importante sino que parecía destinada a la adquisición de algunos bienes en particular. La justicia investiga qué bienes tenía Meldorek al ser vendida.[4]
- Pablo Schoklender, el coautor del doble homicidio, se incorporó a la Fundación en 2001 desempeñándose en la administración de la misma. Reemplazó a su hermano a partir de la desvinculación de este, pero al poco tiempo dejó la entidad. Se lo investiga por un presunto giro de fondos a la empresa Antártica Argentina SA en 2009.[5]
- Alejandro Gotkin, socio de Sergio Schoklender y presidente de Meldorek S.A. y de Antártica Argentina SA, la empresa desde la cual Sergio Schoklender compró 12 inmuebles en la localidad de José C. Paz, provincia de Buenos Aires, y otra de las firmas investigadas por desvío de fondos.[5]
- Gustavo Serventich, titular del 10 % de las acciones de Meldorek S.A. y piloto de Schoklender, a quien en 2010 conectó con el entonces dueño de la firma, un financista que la tenía para albergar sus bienes, entre ellos dos aviones.[5]
- José Fernando Caparrós Gómez, financista. Dueño de Meldorek S.A., sería quien diseñó la ingeniería financiera para lavar el dinero, además de cambiar cheques a través de su financiera Monetizacion. Es el único financista que no fue sobreseído en la causa, habiendo sido elevado a juicio oral.

## Escándalo

### Comienzo
El 8 de mayo de 2011 Sergio Schoklender se desvinculó de la Fundación Madres de Plaza de Mayo aduciendo que ese trabajo no era compatible con sus proyectos personales. Otras fuentes refieren que fue echado por Bonafini por motivos vinculados al manejo de fondos. Estos hechos se hicieron públicos el 25 de mayo y comenzó una investigación para determinar el presunto desvío de fondos públicos entregados a la Fundación Madres de Plaza de Mayo por la construcción de viviendas sociales en el marco de la Misión Sueños Compartidos. El jefe de gabinete, Aníbal Fernández, aseguró que no hay funcionarios en la discusión judicial ni los va a haber nunca, porque no es un problema de dinero público. El dinero entregado no son subsidios, sino financiamiento que se paga cuando se certifica la obra: el dinero es del particular.

### Causas judiciales
La principal causa judicial estuvo a cargo del juez Norberto Oyarbide y se inició a raíz de una alerta emitida por dos bancos por considerar sospechosos los movimientos en cuentas de empresas ligadas a la Fundación Madres de Plaza de Mayo, ya que cheques cobrados al Estado por las Madres por el plan de viviendas eran endosados a nombre de la empresa Antártica Argentina y retirados luego por ventanilla en un banco de Villa Crespo, ciudad de Buenos Aires. Posteriormente compareció la Unidad de Información Financiera (UIF) que la tuvo sin profundizar durante casi un año. El juez dispuso allanamientos en propiedades y oficinas de Schoklender, secuestró documentación y le prohibió salir del país. En esta causa los hermanos Schoklender y otras personas son investigados por los supuestos delitos de fraude al Estado, lavado de dinero y asociación ilícita.
El juez solicitó a la Auditoría General de la Nación (AGN) un informe sobre los movimientos de fondos enviados por el Estado Nacional hacia la Fundación de las Madres. También ordenó un peritaje con contadores de la Corte Suprema e ingenieros de la Universidad de Buenos Aires (UBA) sobre todas las obras de la Misión Sueños Compartidos para verificar si los 765 millones de pesos entregados por el estado fueron efectivamente utilizados en las construcciones de viviendas sociales o si hubo una administración fraudulenta.
Como querellante el juez admitió a la Fundación Madres de Plaza de Mayo, pero no a Bonafini en forma individual como presidenta porque estaría en estudio si le cabe alguna responsabilidad. Las Madres –como querellantes– dicen que fueron estafadas por los Schoklender. Igual se investiga si tuvieron responsabilidad en un presunto desvío de fondos. Pero Oyarbide mandó a peritar las obras porque cree que aún no tiene pruebas de una defraudación con dinero público.
Oyarbide dispuso la inhibición, embargo de bienes y levantamiento del secreto bancario respecto de sus cuentas, de cerca de cuarenta personas y treinta empresas que están siendo investigadas, entre las que figuran dos financistas cercanos a Sergio Schoklender, su exesposa Viviana Sala y algunas personas involucradas en la venta de 4 inmuebles realizada por Meldorek poco después que estallara el escándalo. Ordenó iguales medidas respecto de Alejandra Bonafini, hija de Hebe de Bonafini y además actual apoderada de Madres, haciendo lugar al pedido que formuló el fiscal al corroborar que en 2010 vendió a Meldorek en 25 mil dólares un departamento de 80 metros sito en la ciudad de la La Plata cuyo valor de mercado sería de unos 120 mil dólares, para luego adquirir una casa de 200 metros cuadrados. El fiscal quiere determinar si sus movimientos bancarios se condicen con los montos de las operaciones. Respecto de esta última los abogados de Madres mostraron sorpresa, afirmaron que había sido una operación normal para lo cual incluso había sacado un crédito por lo consideraron inútil investigar a Alejandra Bonafini y a su patrimonio.

A comienzos de septiembre de 2011 el juez interviniente opinó que la investigación judicial podría convertirse «en una megacausa» y precisó que el caso es «un tema muy complejo» y que la causa tiene «70 cuerpos de actuación y 200 folios», señalando que los equipos de especialistas trabajan «doce horas por día» para encontrar pruebas y ayudar a determinar responsabilidades.
La Auditoría General de la Nación determinó que en el período entre 2005 y 2011, el Estado nacional entregó a la Fundación Madres de Plaza de Mayo  $1.295 millones para la construcción de viviendas sociales del plan "Misión Sueños Compartidos", que construyó 4.757 viviendas, de las que apenas 822 fueron adjudicadas. El informe refiere pagos a Sergio Shocklender por un total de 23 millones, a Pablo  Schoklender por 13 millones y a la constructora Meldorek, de los dos mencionados, $ 4,4 millones sin que en ninguno de los casos el desembolso del dinero estuvo vinculado a gestión de obra que pudo ser probada. El 7 de octubre de 2020 la Sala IV de la Cámara de Casación Penal rechazó la queja de la defensa de Sergio Schoklender y confirmó la elevación a juicio del expediente.
La segunda causa, que tramita en el juzgado federal del juez Marcelo Martínez de Giorgi, fue iniciada por un particular e investiga la responsabilidad penal que podrían tener los funcionarios que debían controlar las obras que hacían las Madres por supuesta violación de los deberes de funcionario público, malversación de caudales, defraudación a la administración pública y abuso de autoridad. Uno de los puntos a determinar es si en las dos puntas de la contrataciación estaba la misma persona: Schoklender como apoderado de la Fundación y como titular de las empresas contratistas que hacían las obras. También investiga si hubo sobreprecios en las obras, para lo cual comenzó requiriendo a provincias y municipios la documentación de las mismas. En junio de 2016 el juez de Giorgi citó a indagatoria a José Francisco López, Julio De Vido, Carlos Tomada, Miguel Lifschitz, Gerardo Zamora, Maurice Closs, Jorge Capitanich, Hebe de Bonafini, Abel Fatala, Alejandro Granado, Julio Zamora, Darío Giustozzi y a los hermanos Sergio y Pablo Schoklender. La "hipótesis delictiva" del juez, es que los Schoklender gestionaron y obtuvieron ilegítimamente fondos de la Secretaría de Obras Públicas pues una parte de esos fondos se sustrajo de su destino específico que era la construcción de viviendas sociales, en perjuicio de las arcas del Estado. 
El primer juez que investigó los fondos desviados fue Norberto Oyarbide, apartado del caso por la cámara. Finalmente, todo se concentró en el juzgado de Martínez de Giorgi.
El 30 de mayo de 2018 la Sala I de la Cámara Federal Penal de Apelaciones dispuso el procesamiento de Julio De Vido al mismo tiempo que confirmaba los que se habían dictado en primera instancia respecto de los hermanos Pablo y Sergio Schoklender, Hebe de Bonafini, José López, Abel Fatala, Manuel Camet, Mariano Moncada, Emilio Mauro Gutiérrez y Guillermo Alejandro Greppi. El fallo considera a los procesados presuntos autores de la maniobra de defraudación a la administración pública consistente en gestionar y obtener fondos públicos destinados a la construcción de viviendas sociales utilizando para ello a la Fundación Madres de Plaza de Mayo, que luego eran desviados hacia otros fines.

### Montos y obras
Los fondos eran girados por la Subsecretaría de Vivienda, a cargo de Luis Bontempo, o de la Subsecretaría de Obras Públicas, a cargo de Abel Fatala, ambas del Ministerio de Planificación Federal, a cargo de Julio De Vido a los municipios o provincias que contrataban a la Fundación.

### Patrimonio de Sergio Schoklender
La investigación trata de determinar cuál es el patrimonio de Schoklender. Según versiones periodísticas tiene dos aviones y un yate a nombre de Meldorek, una casa en Pilar y 12 lotes en José C. Paz. Hay inmuebles en las calles Álvarez Thomas y Guevara de la Capital Federal y un entramado de empresas en las que no está claro cuál es su participación.[cita requerida]
En su primera aparición pública en la tradicional ronda a la Pirámide de la Plaza de Mayo que todos los jueves realizan las Madres, Hebe de Bonafini dijo que las denuncias era «una pelotudez».
Tres días más tarde echó a Pablo Schoklender y acusó a Sergio de haber querido convertir la Fundación en una empresa. Éste por su parte afirmó el 29 de mayo de 2011: «Yo era un apoderado más de la fundación; soy el gestor claramente, pero la dirección y la presidencia del Consejo de Administración es de Hebe. No soy dueño de Meldorek. Trabajo para ellos, les facturo, cobro honorarios por eso».
Una semana más tarde, el 7 de junio, Bonafini afirmó: «Los Schoklender son estafadores y traidores. Pero una cosa son ellos y otra son las Madres, que pusimos el cuerpo 34 años para reivindicar a nuestros hijos». En el ínterin, el 3 de junio, el juez Oyarbide había prohibido a los hermanos Schoklender salir del país.

## Creación de un fideicomiso
El 18 de agosto de 2011 se constituyó un fideicomiso que administre todos los bienes de la Fundación Madres de Plaza de Mayo, que abre un haz de luz para que la Fundación Madres de Plaza de Mayo pueda continuar con su obra y fue la solución ideada para que la entidad pueda hacer frente a la comprometida situación financiera en la que quedara. Su objetivo es salvaguardar el proyecto originalmente propiciado por Madres, luego de que los distintos obradores del programa Sueños Compartidos fueran delegados a las intendencias y gobernaciones donde la Fundación había comenzado a construir viviendas. La radio AM 530, la Universidad Popular Madres de Plaza de Mayo, el Espacio Cultural Nuestros Hijos (ECuNHi) que funciona en la ex ESMA y la fábrica de paneles con los que las Madres edificaban las viviendas quedarán protegidos bajo una figura legal que impide su quiebra y les permite seguir trabajando.
Durante los meses siguientes se hará un análisis sobre las finanzas de la entidad, que tiene las cuentas bancarias embargadas por la justicia, además de algunos pedidos de quiebra.

## Repercusiones políticas
El gobierno pese al «durísimo impacto que significó constatar que Sergio Schoklender y su hermano Pablo administraron de forma irregular el proyecto de construcción de viviendas» decidió mantener la idea que lo inspiraba y traspasó al control de las provincias y municipios involucrados la totalidad de las obras de construcción de viviendas que coordinaba Madres de Plaza de Mayo. En julio de 2011 el jefe de Gabinete del gobierno de Misiones, Ricardo Escobar, afirmó que la Fundación de la Asociación Madres de Plaza de Mayo ya no administra el programa Sueños Compartidos y que esta responsabilidad recaerá en los gobiernos provinciales y los municipios, a excepción de la ciudad de Buenos Aires. En esta última se decidió que en la obra se involucren empresas privadas y cooperativas de trabajo. Estas últimas se encargarán de emplear a los trabajadores y, también, de hacer posible la administración autónoma de cada emprendimiento. El dirigente del Movimiento Evita, Emilio Pérsico, asumió un rol de enlace con las cooperativas de trabajo, las cuales asumirán el compromiso de garantizar un puesto de trabajo para cada uno de los operarios que participaron de Sueños Compartidos.